# Warszawska Piekarnia Mechaniczna
Warszawska Piekarnia Mechaniczna − zabytkowy zespół dawnej piekarni znajdujący się przy ul. Stolarskiej 2/4 w Warszawie.

## Opis
Ceglany budynek piekarni z dwoma kominami oraz przylegająca do niego dwupiętrowa oficyna mieszkalna powstały w 1900 lub 1908 (ostatnia cyfra w dacie budowy umieszczona na bocznej ścianie oficyny zachowała się w stanie szczątkowym) między ulicami Stolarską, Letnią i Szwedzką. Jednokondygnacyjny budynek piekarni został wzniesiony na planie zbliżonym do litery „U“, z niewielkim dziedzińcem. Jego elewacje miały typową dla architektury przemysłowej tamtego okresu bardzo skromną dekorację w cegle (m.in. lizeny i ozdobne gzymsy). Oficyna również uzyskała skromny detal architektoniczny elewacji z dekoracyjnymi balustradami balkonowymi.
Do lat 20. XX w. dochodziło do częstych zmian właścicieli nieruchomości. W 1925 budynek piekarni i oficyna stały się własnością Marcelego i Marii Wiechowiczów oraz Stanisława i Zofii Morawskich. Nowi właściciele byli mistrzami piekarskimi związanymi ze stołecznym Cechem Piekarzy, angażowali się także w działalność społeczną. W wyborach w 1930 Marceli Wiechowicz został wybrany do Senatu III kadencji (1930−1935). Przedsiębiorstwo prowadziło działalność pod firmą III Warszawska Piekarnia Mechaniczna'. Zaopatrywało w pieczywo głównie sklepy na Pradze, a także wojsko.
Zespół przetrwał bez większych zniszczeń II wojnę światową. Po 1945 piekarnia przeszła na własność Skarbu Państwa. Po 1977 rozebrano zabudowę posesji nr 6, odsłaniając ścianę szczytową oficyny mieszkalnej.
Piekarnia została zamknięta w 2010. W budynku zachowało się wyposażenie, w tym piec do wypieku chleba i urządzenia miernicze.
Piekarnia i oficyna w 2010 zostały ujęte w gminnej ewidencji zabytków (odpowiednio pod numerami PPN07206 i PPN07398). W 2020 zespół został wpisany do rejestru zabytków.